# Ian Vickers
Ian Vickers (ur. 1974 w Blackburn) – brytyjski wspinacz sportowy. Specjalizował się w prowadzeniu oraz we wspinaczce klasycznej. Mistrz Europy we wspinaczce sportowej w konkurencji prowadzenie z 1998.

## Kariera sportowa
W 1998 w niemieckiej Norymberdze na mistrzostwach Europy wywalczył złoty medal we wspinaczce sportowej w konkurencji prowadzenie, w finale pokonał Włocha Cristiana Brennę.

## Osiągnięcia

### Mistrzostwa świata
| Konkurencje | 1993 |
| Prowadzenie | 51   |

### Mistrzostwa Europy
| Konkurencje | 1992 | 1998 |
| Prowadzenie | 37   | 1    |